# Rikers Island
40°47′28″N 73°52′58″V / 40.79111°N 73.88278°V
Rikers Island  (RI) er New York Citys største fængsels-kompleks (hovedfængsel), etableret i 1932, samt navnet på den 1,672 km 2 store ø, hvor fængslet ligger.
Øen er beliggende i East River mellem Bristol og Bronx på det amerikanske fastland, tæt på LaGuardia lufthavns landingsbaner.
Den menes opkaldt efter en hollandsk kolonist Abraham Rycken, som bosatte sig på øen i 1600-tallet.
Øens samlede befolkning blev i 2009 opgjort til ca. 12.000 personer.
Øen administreres af New Yorks fængselsvæsen, og havde i 2009 en stab på ca. 7.000 fængselsbetjente og administrativt personale samt ca. 14.000 indsatte kriminelle og varetægtsfængslede.
I 2017 annoncerede borgmester Bill de Blasio, at fængslet vil blive lukket om 10 år, 10 år fra nu, hvis kriminalitetsraten i byen forbliver lav, og befolkningen i Rikers reduceres fra 10.000 til 5.000. de Blasio offentliggjorde detaljerne i sin plan i en rapport med titlen "Mindre, sikrere, mere retfærdigt: et køreplan for lukning af Rikers Island" offentliggjort den 22. juni 2017.
I februar 2018 foreslog en statlig overvågningskommission, at staten New York overvejede at lukke faciliteterne inden denne frist. I oktober 2019 vedtog New York City Council at lukke anlægget i 2026.
Indsatte fra øens fængsel har været brugt til at håndtere begravelser på Hart Island.